# Cantone di Cascales
Il cantone di Cascales è un cantone dell'Ecuador che si trova nella provincia di Sucumbíos.
Il capoluogo del cantone è El Dorado de Cascales.